# Japanische Badmintonmeisterschaft 2011
Die Japanische Badmintonmeisterschaft 2011 fand vom 6. bis zum 11. Dezember 2011 in Tokio statt. Es war die 65. Austragung der nationalen Titelkämpfe im Badminton in Japan.
Aus Solidarität mit den Betroffenen des Tōhoku-Erdbebens/-Tsunamis 2011 bzw. der Nuklearkatastrophe von Fukushima wurde das Katastrophengebiet als zusätzlicher Regionalblock aufgenommen und damit gegenüber den anderen Regionen doppelt repräsentiert, deren Sieger der einzelnen Kategorien (Herreneinzel, Dameneinzel, Herrendoppel, Damendoppel, Mixed) sich für die Teilnahme an der Meisterschaft qualifizierten.

## Medaillengewinner
| Disziplin    | Gold                                | Silber                         | Bronze                           |
| ------------ | ----------------------------------- | ------------------------------ | -------------------------------- |
| Herreneinzel | Ken’ichi Tago                       | Shō Sasaki                     | Takuma Ueda                      |
| Herreneinzel | Ken’ichi Tago                       | Shō Sasaki                     | Shoji Sato                       |
| Dameneinzel  | Nozomi Okuhara                      | Eriko Hirose                   | Minatsu Mitani                   |
| Dameneinzel  | Nozomi Okuhara                      | Eriko Hirose                   | Ai Goto                          |
| Herrendoppel | Noriyasu Hirata Hirokatsu Hashimoto | Kenichi Hayakawa Hiroyuki Endō | Kenta Kazuno Yoshiteru Hirobe    |
| Herrendoppel | Noriyasu Hirata Hirokatsu Hashimoto | Kenichi Hayakawa Hiroyuki Endō | Naoki Kawamae Shoji Sato         |
| Damendoppel  | Ayaka Takahashi Misaki Matsutomo    | Shizuka Matsuo Mami Naitō      | Satoko Suetsuna Miyuki Maeda     |
| Damendoppel  | Ayaka Takahashi Misaki Matsutomo    | Shizuka Matsuo Mami Naitō      | Reika Kakiiwa Mizuki Fujii       |
| Mixed        | Shintarō Ikeda Reiko Shiota         | Ryōta Taohata Sayuri Asahara   | Kenta Kazuno Yūko Kanamori       |
| Mixed        | Shintarō Ikeda Reiko Shiota         | Ryōta Taohata Sayuri Asahara   | Takatoshi Kurose Megumi Yokoyama |